# Arescon aspidioticola
Arescon aspidioticola is een vliesvleugelig insect uit de familie Mymaridae. De wetenschappelijke naam is voor het eerst geldig gepubliceerd in 1879 door Ashmead.